# The Twang
The Twang är en brittisk musikgrupp (Alternativ rock) från Birmingham, West Midlands, vars debutalbum Love It When I Feel Like This släpptes 4 juni 2007. Frontfigurer är sångarna Phil Etheridge och Martin Saunders. Gruppmedlemmarna inspirerades av Oasis och har bland annat hamnat på omslaget av ansedda musiktidningen NME. De vann även Phillip Hall Radar Award på 2007 års NME Awards. Bandet bildades från början av sångaren Phil Etheridge och basisten Jon Watkins under namnet ”Neon Twang”, men har bara existerat i nuvarande uppsättning sedan 2004.

## Medlemmar
Nuvarande medlemmar
- Philip Etheridge – sång, gitarr (2004–)
- Jon Watkin – basgitarr (2004–)
- Stuart Hartland – gitarr (2005–2010, 2012–)
- Ash Sheehan – trummor (2012–)

Tidigare medlemmar
- Matthew Clinton – trummor (2004–2012)
- Martin Saunders – sång (2006–2014)
- Jimmy Jazz – gitarr (2010–2012)
- Baz Fratelli (f. Barry Wallace) – basgitarr, sång (turnerande medlem)
- Tommy Greaves – gitarr (2014)

## Diskografi

### Album
- Love It When I Feel Like This (2007)
- Jewellery Quarter (2009)
- 10:20 (2012)
- NEONTWANG (2014)

### EP
- Guapa EP (2011)

### Singlar (urval)
- "Wide Awake" (2007) (UK #15)
- "Either Way" (2007) (UK #8)
- "Two Lovers" (2007) (UK #34)